# Dennis Ferguson
Dennis Raymond Ferguson (5 de febrero de 1948 - c. 30 de diciembre de 2012) fue un hombre australiano condenado por abuso sexual infantil. En 1988, él secuestró y abusó sexualmente de tres niños, y fue condenado a 14 años de prisión. Ferguson se vio obligado por la hostilidad del público y la atención de los medios de comunicación de trasladar su residencia en numerosas ocasiones, desde diversos lugares de Nueva Gales del Sur y Queensland.

## Primeros años
Ferguson nació en 1948. Nació legalmente ciego y asistió a la escuela de San Edmund para Ciegos en Wahroonga. En 1958, apareció en la primera plana de The Sydney Morning Herald presentándo un ramillete de flores a la madre de la Reina Isabel. Aunque su edad se informó como de seis, cuando era de diez años. Sus padres posteriormente se separaron y su madre tuvo un nuevo compañero, a quien Ferguson afirmó abusó sexualmente de él durante siete años, incluso después de que a Ferguson se le declaró un niño descuidado y se lo colocó en un hogar estatal. Poco después de que su agresor murió, Ferguson dijo que "orinó en su tumba".

## Historial criminal
Según documentos judiciales, los antecedentes penales previos a 1987 de Ferguson contiene "muchas condenas por falsas pretensiones, varios abusos de niños y atentados contra el pudor de las mujeres", incluyendo cinco condenas por abuso de menores. En 1987, Ferguson fue encarcelado en la cárcel Long Bay tras ser declarado culpable de múltiples cargos de fraude.
Después de ser liberado de la cárcel de Long Bay en julio de 1987, Ferguson, a la edad de 39 años, y su amante masculino de 23 años de edad, Alexandria George Brookes, secuestraron a dos niños y una niña, de Sídney, de edades de seis, siete y ocho años. Ferguson había llegado previamente a conocer al padre de los niños, que era un compañero de prisión en la cárcel de Long Bay, y a Ferguson se le dijo que los niños habían sido víctimas de abuso sexual. Ferguson y Brookes se llevaron a los niños a Brisbane, y sexualmente los abusaron en una casa en el suburbio de Brisbane de Cedrón. La noche siguiente, Ferguson y Brookes trasladaron a los tres niños a un motel en el barrio de Ascot, donde los niños volvieron a ser abusados. La policía arrestó a Ferguson y Brookes en el motel, donde encontraron a Ferguson desnudo con los niños. Ferguson dijo a la policía: "Yo puedo ayudarlos. Pornografía. Porno Kiddy, puedo conseguir pornografía infantil". Ferguson afirmó que era inocente, acusando a uno de los chicos de haber abusado sexualmente de cometer los crímenes, pero un jurado lo declaró culpable de todos los cargos de secuestro y abuso de los tres niños. Fue condenado a 14 años de prisión, por un juez que señaló que no había posibilidad de que se haya rehabilitado.

## Muerte
El 30 de diciembre de 2012, Ferguson fue encontrado muerto en su apartamento de Surry Hills al interior de Sídney. Había muerto varios días antes de que se encontrara su cuerpo. El 6 de enero de 2013, News Limited informó que Ferguson terminó deliberadamente su vida al descontinuar su medicamento para la diabetes. Sin embargo, según sus amigos, Ferguson no dejó ninguna nota de suicidio y se sentía seguro acerca de su próximo juicio, tras ser sorprendido tratando de inscribirse para hacer trabajo voluntario con niños en Bondi Junction en octubre y noviembre. También informó de que poco antes de morir, le había dicho a los partidarios de que la policía estaba haciendo de su vida un "infierno viviente". El abogado de Ferguson, el activista de Acción de Justicia Brett Collins, dijo que la policía continuamente "socavó" los esfuerzos de Ferguson para redimirse a sí mismo y afirmó que la policía había informado a los medios de comunicación acerca de su paradero por lo menos dos veces. Al funeral de Ferguson asistieron más de 300 personas.